# Ицелев, Леонид Израилевич
Леонид Израилевич Ицелев (род. 1945, Ленинград) — русский писатель. Окончил английское отделение Ленинградского пединститута. Эмигрировал на Запад в 1978  году.
В 1982  — 2004 гг. работал на Радио Свобода.
Произведения Леонида Ицелева — это как правило сатирические коллажи, наложения реальности выдуманных героев на реальность историческую. Ицелев широко использует реальные и псевдореальные письма, воспоминания и другие документы.
Публиковался в журналах «Время и мы», «22», «Синтаксис», «Современная драматургия» (1992, NN 5-6), «Литературный европеец» и «Мосты».
Живет в Австрии, Германии и Чехии.

## Публикации
- Александра Коллонтай — дипломат и куртизанка. Издательство «Зеркало», Тель-Авив, 1987, (другое издание — «Армада», 1997, ISBN 5-7632-0618-5)
- Протоколы московских мудрецов. В журнале «Время и мы», Нью-Йорк, 1992 и в журнале «Мосты» 2, Франкфурт-на-Майне, 2004
- Протоколы московских мудрецов. Franc-Tireur USA, Нью-Йорк, 2013, (ISBN 9781304536468)
- Полдюжины рассказов. Franc-Tireur USA, Нью-Йорк, 2013, (ISBN 9781304623553)

## Опубликованные пьесы
- Четыре кружки мюнхенского пива.
- Ельцин.
- Шампанское на четверых.
- Пчела.
- Счастливый день агента А-17. Водевиль.
- Вторник: в Большом театре выходной день. Водевиль.
- Францесбад.
- Эдда Ивановна.
- Матери и дочери. Сцены из русской уездной жизни.